# Стадник Йосип Дмитрович
Йо́сип (Йосиф) Дми́трович Ста́дник (18 березня 1876 , Валява, Перемишльський повіт, Королівство Галичини та Володимирії, Австро-Угорщина  — 8 грудня 1954 , Львів, Львівська область, Українська РСР, СРСР ) — український галицький актор, режисер, перекладач, театральний діяч. Депутат Верховної Ради УРСР 1-го скликання (з 1940 року).

## Життєпис
Дитячі та шкільні роки провів у Романівці та Великих Бірках (тут батько працював залізничником). У 1890—1894 роках навчався в Тернопільській чоловічій учительській семінарії. Тут 1894 під час гастролей Львівського українського музично-драматичного театру склав із Іваном Рубчаком конкурсні іспити і вступив до театру товариства «Руська бесіда» у Львові. Закінчив польську драматичну студію Конопка.
1894—1913 — у «театрі товариства Руська Бесіда» у Львові, з 1906 його режисер і директор. 19 січня 1902 року одружився з Софією-Кароліною Мужик-Стечинською, 10 вересня 1903 року у них народився перший син Ярема, 21 листопада 1904 року — народження другого сина Михайла, 20 вересня 1909 року — народження дочки Стефанії, 17 вересня 1921 року — народження ще однієї дочки Софії.
1917—1918 — актор і режисер у Театрі Миколи Садовського в Києві. 1919 — очолював Український Театр ЗОУНР у Станиславові і в Кам'янці Подільському. 1921—1924 (до 1923 р. разом з О. Загаровим) — завідував театром «Української Бесіди» у Львові. Пізніше очолював різні трупи і власну («Артистичне Турне»). 1939—1941 — мистецький керівник Державного Українського драматичного театру імені Лесі Українки у Львові.
24 березня 1940 року обраний депутатом Верховної Ради УРСР 1-го скликання по Радехівському виборчому округу № 332 Львівської області. 1941 — у Львівському оперному театрі.
1942—1944 — очолював Підкарпатський театр у Дрогобичі. 1944—1947 — режисер «Театру мініатюр» у Львові. Репресований, по поверненні з заслання (з Углича над Волгою) до Львова незабаром помер 8 грудня 1954 року. Похований на Личаківському цвинтарі (поле № 8).
Серед учнів Стадника: Микола Бенцаль, Амвросій Бучма, Ярослав Геляс, Мар'ян Крушельницький, Євген Коханенко, Лесь Курбас та інші.

## Творчий доробок
Йосип Стадник — багатогранний актор, зіграв понад 130 ролей у різних жанрах драматургії. Його акторськими шедеврами були:
- Гарпаґон і Тартюф («Скупар», «Тартюф» Жана Батиста Мольєра);
- Іван («Війт Заламейський» Педра Кальдерона);
- Урієль Акоста (в однойменній драмі Карла Ґуцкова);
- Хлестаков («Ревізор» Миколи Гоголя);
- Яґо («Отелло» Вільяма Шекспіра);
- Франц Моор («Розбійники» Фрідріха Шіллера);
- Шалапут (в однойменному фарсі К. Ілінського) та інші.

Як режисер поставив понад 240 вистав, у тому числі 160 драматичних творів, 15 опер, 50 оперет і близько 10 сцен у «Театрі Мініатюр».
- Західно-європейський репертуар:
  - «Загибель Надії» (Г. Геерманса);
  - «Примари» (Г. Ібсена);
  - «Романтичні» (Е. Ростана);
  - «Хвилі моря й любови» (Ф. Ґрільпарцера);
  - «Вільгельм Телль» (Ф. Шіллера) та інші.
- опери:
  - «Жидівка» (Ш. Галеві);
  - «Мадам Батерфляй» (Д. Пуччіні);
  - «Кармен» (Ж. Бізе);
  - «Травіата» (Дж. Верді);
  - «Фавст» (Ш. Ґуно);
  - «Казки Гофмана» (Ж. Оффенбаха);
  - «Продана наречена» (Б. Сметани);
  - «Галька» (С. Монюшка) та інші.
- оперети:
  - «Баядерка», «Маріца» (І. Кальмана);
  - «Кльокльо» (Ф. Легара) та інші.

Переклав понад 50 драматичних творів і лібрето опер зі світової літератури. Залишив спогади.

## Родинні зв'язки
Дружина Софія-Кароліна. Діти Ярема (1903), Михайло (1904), Стефанія (1909) та Софія (1921).